# Hans Peter Motzfeldt-Kyed
Hans Peter Motzfeldt-Kyed ( Qassimiut, 16. travnja 1975.  ) je grenlandski rukometni reprezentativac.
Trenutačno igra za švedski rukometni klub IFK Trelleborg. Za Grenlandsku rukometnu reprezentaciju je skupio 68 nastupa i zabio 270 pogodaka.